# مهمة (ألعاب الفيديو)

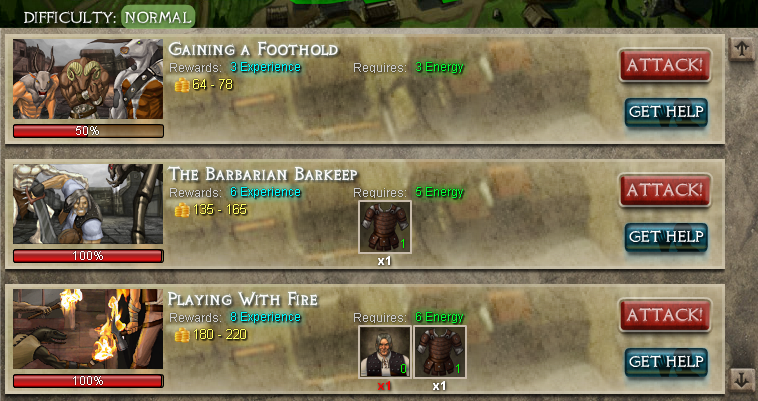
واجهة الاختيار في لعبة Dawn of the Dragons، حيث لكل مهمة متطلبات ومكافآت مختلفة.

المهمة او المهام تعني في ألعاب الفيديو بقيام شخصية اللاعب بالقيام باعمال أجل الحصول على مكافأة. المكافآت تختلف حسب اللعبة حيث تكون مثل عناصر أو عملة داخل اللعبة.
غالبًا ما تتنوع المهام في ألعاب الفيديو إلى عدة أنواع، مثل مهام القتل، مهام الجمع، مهام التسليم أو الجلب، ومهام المرافقة. يمكن أن تتضمن بعض المهام أكثر من هدف واحد، مثل جمع عناصر معينة ونقلها إلى موقع محدد. كما يمكن ربط المهام معًا لتشكيل سلسلة مهام مترابطة. تُستخدم هذه المهام لتزويد اللاعب بمزيد من المعلومات والخلفيات حول العالم الذي تدور فيه اللعبة. بالإضافة إلى ذلك، تُستخدم المهام لتطوير القصة أو الحبكة التي تتبعها اللعبة.

## أنظر أيضا
- ماكجوفين
- طريقة اللعب غير الخطية
- بحث